# Hai'an (Xuwen)
Le bourg de Hai'an (chinois : 海安镇 ; pinyin : hǎi'ān zhèn) est une ville située dans le xian de Xuwen, province de Guangdong, en République populaire de Chine.
C'est aussi le point le plus au sud de la Chine continentale. La ville se trouve au nord du détroit de Qiongzhou, face à l'île de Hainan.

## Transports
Une ligne de ferry (琼州海峡铁路渡轮) dédiée aux trains de la ligne Guangdong - Hainan (zh), permet de traverser en train le détroit de Qiongzhou où elle est située et de relier cette localité par la gare de Hai'annan (zh), et la gare de Haikou, située dans le centre urbain de Haikou, au nord de l'île et province de Hainan.